# Controlador de periférico

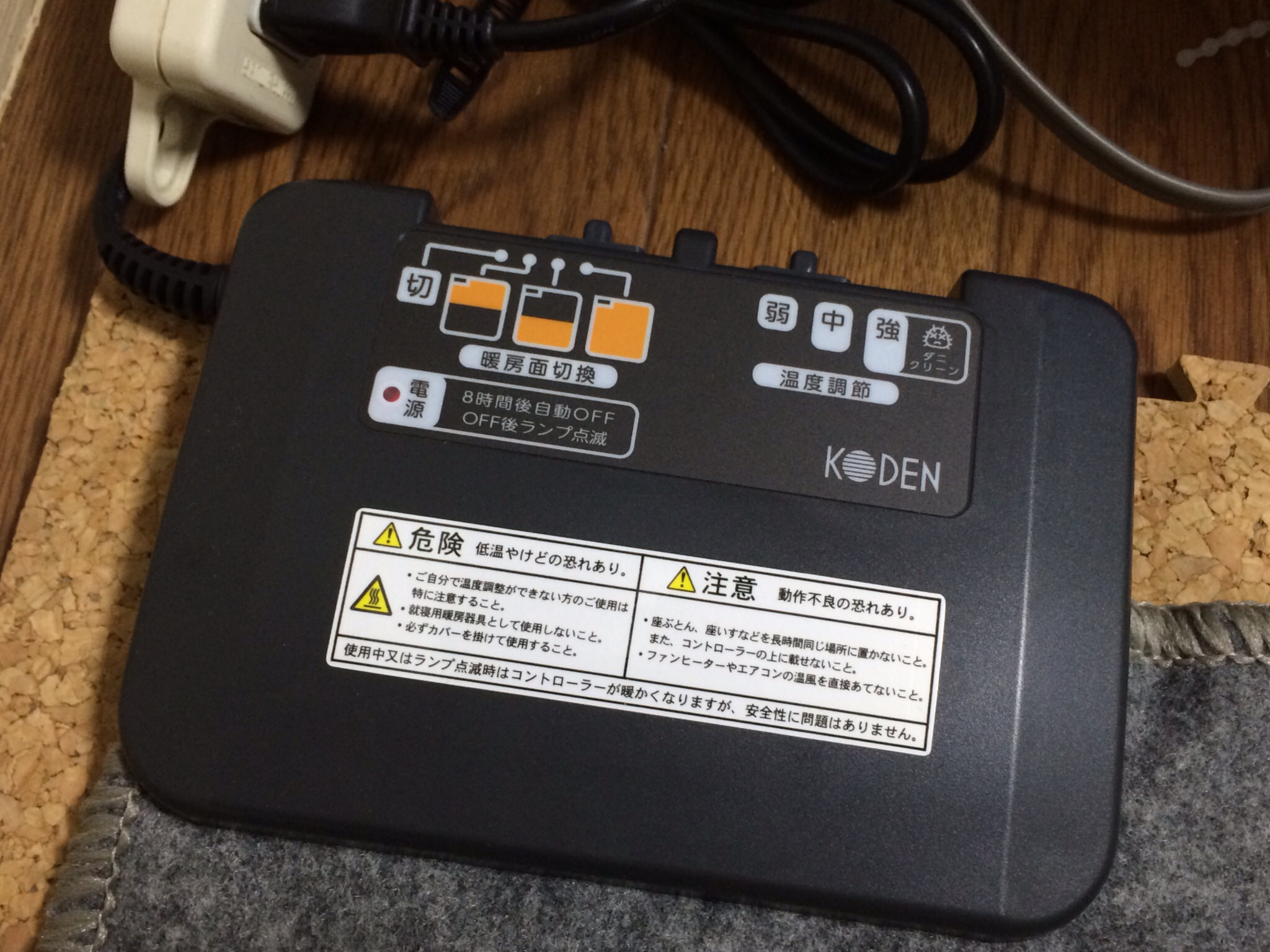
Controla parte de la nueva alfombra caliente

El controlador de periférico o adaptador de periférico es el componente electrónico de los periféricos de Entrada/Salida (E/S). El componente mecánico es el dispositivo en sí.
Por lo general, los periféricos de (E/S) o unidades de E/S consisten en un componente mecánico y un componente electrónico. A menudo es posible separar las dos porciones para proveer un diseño más modular y general.
En las computadoras personales, comúnmente tiene la forma de un chip en la placa base o una tarjeta de circuito integrado que se puede insertar en una ranura de expansión.